# Gualdo
Gualdo település Olaszországban, Marche régióban, Macerata megyében. Lakosainak száma 728 fő (2023. január 1.). Gualdo Penna San Giovanni, Sant’Angelo in Pontano, Sarnano, Amandola és San Ginesio községekkel határos.

## Népesség
A település lakossága az elmúlt években az alábbi módon változott:
| Lakosok száma | 809  | 786  | 728  |
|               | 2017 | 2018 | 2023 |